# Pedinellales
Pedinellales (também conhecidos por actinodinos ou pedinelídeos) é um grupo de microalgas unicelulares que ocorrem em ambientes marinhos de de água doce, geralmente considerado ao nível taxonómico de ordem. O grupo foi considerado durante muito tempo como parte dos heliozoários.

## Descrição
O agrupamento taxonómico Pedinellales, agrupa os organismos também conhecido por actinodinos, um pequeno grupo de protistas unicelulares presentes tanto em água doce como em ambientes marinhos. A maioria destes organismos são sésseis, fixando-se ao substrato por um pedúnculo com inserção na parte posterior.
Apresentam uma morfologia semelhante à dos heliozoários, grosseiramente esférica, com micro-tentáculos, os axopódios, irradiando em todas as direcções. Estes organismos têm um único flagelo, inserido na parte anterior da célula.
Alguns dos géneros (Pedinella, Apedinella, Pseudopedinella e Mesopedinella) são fotossintéticos, enquanto outros (Palatinella, Actinomonas, Pteridomonas e Ciliophrys) perderam os cloroplastos e são heterotróficos, alimentando-se por fagocitose de presas que capturam com a ajuda dos seus micro-tentáculos. A estrutura da célula é semelhante à dos Actinophryida.
Alguns grupos de heliozoários aparentam ser na realidade membros do agrupamento dos pedinelídeos, ou pelo menos deles derivados. Entre estes, destaca-se o género Ciliophrys, cujas espécies alternam entre um estágio móvel flagelado e um estágio de alimentação morfológica e funcionalmente similar aos heliozoários, onde o a célula se contrai ficando com os axópodes estendidos por toda a superfície e o flagelo enrolado formando uma figura apertada de oito. Os actinofrídeos (Actinophrys e Actinosphaerium), existem apenas na forma de heliozoários sem flagelo e com feixes mais elaborados de microtúbulos que sustentam os seus axópodes. A sua inclusão entre os Pednellales foi argumentada por Mikrjukov e Patterson, que cunharam o termo actinodino para se referir especificamente a esse grupo alargado.
Os pedinelídeos foram classificados como heliozoários por alguns autores. Os pedinelídeos com clorofila foram originalmente tratados como uma família de algas douradas da ordem Ochromonadales, promovida a uma ordem Pedinellales por Zimmerman em 1984. A sua relação com os silicoflagelados tornou-se aparente algum tempo depois, e em 1994 Patterson definiu o grupo como um agrupamento sem nível taxonómico definido. Moestrup a tratou-os como parte da classe Dictyochophyceae, anteriormente restrita aos silicoflagelados, enquanto Cavalier-Smith definiu a nova classe Actinochrysophyceae para os acomodar.